# Acraea gaekwari
Acraea gaekwari är en fjärilsart som beskrevs av Sharpe 1901. Acraea gaekwari ingår i släktet Acraea och familjen praktfjärilar. Inga underarter finns listade i Catalogue of Life.